# 拉致問題対策本部
拉致問題対策本部（らちもんだいたいさくほんぶ）は、日本の内閣に設置された機関。北朝鮮による日本人拉致問題への政府の取組みを強化するため、2006年（平成18年）に設置された。

## 概要
2006年（平成18年）9月29日、第1次安倍内閣（首相：安倍晋三）の閣議で設置が決まり、全閣僚を構成員とする拉致問題対策本部が発足した。
2009年（平成21年）10月13日、鳩山由紀夫内閣は閣議を開き、旧拉致問題対策本部を廃止して陣容を改めて拉致問題対策本部を発足させた。情報収集面では旧拉致問題対策本部よりも人員・予算を増加させた。本部は内閣に、事務局は内閣官房に属する。政府が省庁横断で拉致事件へ対応していくことを目的としている。
2013年1月、安倍晋三は第2次内閣発足後の拉致問題対策本部の初会合で「北朝鮮による拉致は未曽有の国家的犯罪行為」「私が最高責任者であるうちに、きちんと解決したいと決意している」と述べた
。
拉致問題対策本部の活動は、北朝鮮拉致問題の日本国民への啓発活動が中心である。また、対策本部では、発足以来、北朝鮮に向けてラジオ放送を行っている。番組は日本語放送が「ふるさとの風」、朝鮮語放送が「イルボネパラム」（日本の風）で、ともに夜10時すぎ以降、深夜にかけての時間に放送される。
しかし、朝鮮語放送は全体の半分にすぎず、日本人拉致問題は北朝鮮の市民にはまったくといってよいほど知られていない。脱北者は情報機関関係者以外、脱北した後に拉致事件のことを初めて知るような有様で、国内では噂にさえなっていない状況にある。北朝鮮の人びとに拉致問題を伝えるという当初の目的は達成されておらず、拉致被害者のための放送にとどまってしまっているのが惜しまれる。
拉致問題対策本部は、能力不足により情報収集費が十分使われておらず執行率が低いと与党議員から国会で問題視されたり、会計操作が報じられたりするなど、多くの課題を抱えている。産経新聞によれば、予算の7割が使われていないにもかかわらず、職員は情報収集のため自腹を切っているような状態であるという。

## 構成員
本部長には内閣総理大臣が就く。副本部長には内閣官房長官、外務大臣、そしてもう1名の国務大臣が就く。この国務大臣は、主任の大臣や内閣府特命担当大臣とは異なり、国務大臣としての所管事項として「北朝鮮による拉致問題の早期解決を図るため企画立案及び行政各部の所管する事務の調整」を担当する者である。俗称として「拉致問題担当大臣」「拉致問題担当相」「拉致問題相」「拉致相」などと表現されることもある。内閣官房長官や国家公安委員会委員長、法務大臣が兼任することが多い。
- 本部長
  - 内閣総理大臣
- 副本部長
  - 国務大臣（北朝鮮による拉致問題の早期解決を図るため企画立案及び行政各部の所管する事務の調整担当）
  - 内閣官房長官
  - 外務大臣

## 歴代の構成員

### 本部長
平成21年10月13日閣議決定に基づき、本部長には内閣総理大臣が就く。

### 副本部長
平成21年10月13日閣議決定に基づき、本部長には国務大臣として「北朝鮮による拉致問題の早期解決を図るため企画立案及び行政各部の所管する事務の調整」を担当する者、および、内閣官房長官、外務大臣が就く。

#### 拉致問題担当大臣
拉致問題担当大臣（らちもんだいたんとうだいじん）は、北朝鮮による日本人拉致問題の解決に関する施策に当たる国務大臣。第3次安倍第3次改造内閣から内閣府特命担当大臣となり、名称が内閣府特命担当大臣（拉致問題担当）（ないかくふとくめいたんとうだいじん らちもんだいたんとう）となった。第4次安倍内閣 (第1次改造)以降は再び国務大臣としての職務となり、内閣官房長官が兼務する。
歴代担当大臣
| 代                                                                                                | 氏名                                                                                              | 氏名                                                                                              | 内閣                                                                                              | 内閣                                                                                              | 就任日                                                                                            | 退任日                                                                                            | 党派                                                                                              | 備考                                                                                              |
| 国務大臣（北朝鮮による拉致問題の早期解決を図るため 企画立案及び行政各部の所管する事務の調整担当） | 国務大臣（北朝鮮による拉致問題の早期解決を図るため 企画立案及び行政各部の所管する事務の調整担当） | 国務大臣（北朝鮮による拉致問題の早期解決を図るため 企画立案及び行政各部の所管する事務の調整担当） | 国務大臣（北朝鮮による拉致問題の早期解決を図るため 企画立案及び行政各部の所管する事務の調整担当） | 国務大臣（北朝鮮による拉致問題の早期解決を図るため 企画立案及び行政各部の所管する事務の調整担当） | 国務大臣（北朝鮮による拉致問題の早期解決を図るため 企画立案及び行政各部の所管する事務の調整担当） | 国務大臣（北朝鮮による拉致問題の早期解決を図るため 企画立案及び行政各部の所管する事務の調整担当） | 国務大臣（北朝鮮による拉致問題の早期解決を図るため 企画立案及び行政各部の所管する事務の調整担当） | 国務大臣（北朝鮮による拉致問題の早期解決を図るため 企画立案及び行政各部の所管する事務の調整担当） |
| ------------------------------------------------------------------------------------------------- | ------------------------------------------------------------------------------------------------- | ------------------------------------------------------------------------------------------------- | ------------------------------------------------------------------------------------------------- | ------------------------------------------------------------------------------------------------- | ------------------------------------------------------------------------------------------------- | ------------------------------------------------------------------------------------------------- | ------------------------------------------------------------------------------------------------- | ------------------------------------------------------------------------------------------------- |
| －                                                                                                |                                                                                                   | 塩崎恭久                                                                                          | 第1次安倍内閣                                                                                     | 第1次安倍内閣                                                                                     | 2006年9月26日                                                                                     | 2007年8月27日                                                                                     | 自由民主党                                                                                        |                                                                                                   |
| －                                                                                                |                                                                                                   | 与謝野馨                                                                                          |                                                                                                   | 改造内閣                                                                                          | 2007年8月27日                                                                                     | 2007年9月26日                                                                                     | 自由民主党                                                                                        |                                                                                                   |
| －                                                                                                |                                                                                                   | 町村信孝                                                                                          | 福田康夫内閣                                                                                      | 福田康夫内閣                                                                                      | 2007年9月26日                                                                                     | 2008年8月2日                                                                                      | 自由民主党                                                                                        |                                                                                                   |
| －                                                                                                |                                                                                                   | 中山恭子                                                                                          |                                                                                                   | 改造内閣                                                                                          | 2008年8月2日                                                                                      | 2008年9月24日                                                                                     | 自由民主党                                                                                        |                                                                                                   |
| －                                                                                                |                                                                                                   | 河村建夫                                                                                          | 麻生内閣                                                                                          | 麻生内閣                                                                                          | 2008年9月24日                                                                                     | 2009年9月16日                                                                                     | 自由民主党                                                                                        |                                                                                                   |
| －                                                                                                |                                                                                                   | 中井洽                                                                                            | 鳩山由紀夫内閣                                                                                    | 鳩山由紀夫内閣                                                                                    | 2009年9月16日                                                                                     | 2010年6月8日                                                                                      | 民主党                                                                                            |                                                                                                   |
| －                                                                                                | 菅直人内閣                                                                                        | 菅直人内閣                                                                                        | 2010年6月8日                                                                                      | 2010年9月17日                                                                                     | 留任                                                                                              |                                                                                                   | 民主党                                                                                            |                                                                                                   |
| －                                                                                                |                                                                                                   | 柳田稔                                                                                            |                                                                                                   | 第1次改造内閣                                                                                     | 2010年9月17日                                                                                     | 2010年11月22日                                                                                    | 民主党                                                                                            |                                                                                                   |
| －                                                                                                |                                                                                                   | 仙谷由人                                                                                          | 2010年11月22日                                                                                    | 第1次改造内閣                                                                                     | 2011年1月14日                                                                                     |                                                                                                   | 民主党                                                                                            |                                                                                                   |
| －                                                                                                |                                                                                                   | 中野寛成                                                                                          |                                                                                                   | 第2次改造内閣                                                                                     | 2011年1月14日                                                                                     | 2011年9月2日                                                                                      | 民主党                                                                                            |                                                                                                   |
| －                                                                                                |                                                                                                   | 山岡賢次                                                                                          | 野田内閣                                                                                          | 野田内閣                                                                                          | 2011年9月2日                                                                                      | 2012年1月13日                                                                                     | 民主党                                                                                            |                                                                                                   |
| －                                                                                                |                                                                                                   | 松原仁                                                                                            |                                                                                                   | 第1次改造内閣                                                                                     | 2012年1月13日                                                                                     | 2012年10月1日                                                                                     | 民主党                                                                                            |                                                                                                   |
| －                                                                                                |                                                                                                   | 松原仁                                                                                            | 第2次改造内閣                                                                                     | 留任                                                                                              | 2012年1月13日                                                                                     | 2012年10月1日                                                                                     | 民主党                                                                                            |                                                                                                   |
| －                                                                                                |                                                                                                   | 田中慶秋                                                                                          |                                                                                                   | 第3次改造内閣                                                                                     | 2012年10月1日                                                                                     | 2012年10月23日                                                                                    | 民主党                                                                                            |                                                                                                   |
| －                                                                                                |                                                                                                   | 小平忠正                                                                                          |                                                                                                   | 第3次改造内閣                                                                                     | 2012年10月23日                                                                                    | 2012年10月24日                                                                                    | 民主党                                                                                            | 事務代理                                                                                          |
| －                                                                                                |                                                                                                   | 藤村修                                                                                            |                                                                                                   | 第3次改造内閣                                                                                     | 2012年10月24日                                                                                    | 2012年12月26日                                                                                    | 民主党                                                                                            |                                                                                                   |
| －                                                                                                |                                                                                                   | 古屋圭司                                                                                          | 第2次安倍内閣                                                                                     | 第2次安倍内閣                                                                                     | 2012年12月26日                                                                                    | 2014年9月3日                                                                                      | 自由民主党                                                                                        |                                                                                                   |
| －                                                                                                |                                                                                                   | 山谷えり子                                                                                        |                                                                                                   | 改造内閣                                                                                          | 2014年9月3日                                                                                      | 2014年12月24日                                                                                    | 自由民主党                                                                                        |                                                                                                   |
| －                                                                                                | 第3次安倍内閣                                                                                     | 第3次安倍内閣                                                                                     | 2014年12月24日                                                                                    | 2015年10月7日                                                                                     | 留任                                                                                              |                                                                                                   | 自由民主党                                                                                        |                                                                                                   |
| －                                                                                                |                                                                                                   | 加藤勝信                                                                                          |                                                                                                   | 第1次改造内閣                                                                                     | 2015年10月7日                                                                                     | 2016年8月3日                                                                                      | 自由民主党                                                                                        |                                                                                                   |
| －                                                                                                |                                                                                                   | 加藤勝信                                                                                          | 第2次改造内閣                                                                                     | 2016年8月3日                                                                                      | 2017年8月3日                                                                                      | 留任                                                                                              | 自由民主党                                                                                        |                                                                                                   |
| 内閣府特命担当大臣（拉致問題担当）                                                                |                                                                                                   |                                                                                                   |                                                                                                   |                                                                                                   |                                                                                                   |                                                                                                   |                                                                                                   |                                                                                                   |
| 1                                                                                                 |                                                                                                   | 加藤勝信                                                                                          |                                                                                                   | 第3次改造内閣                                                                                     | 2017年8月3日                                                                                      | 2017年11月1日                                                                                     | 自由民主党                                                                                        | 留任                                                                                              |
| 2                                                                                                 | 第4次安倍内閣                                                                                     | 第4次安倍内閣                                                                                     | 2017年11月1日                                                                                     | 2018年10月2日                                                                                     | 留任                                                                                              |                                                                                                   | 自由民主党                                                                                        |                                                                                                   |
| 国務大臣（北朝鮮による拉致問題の早期解決を図るため 企画立案及び行政各部の所管する事務の調整担当） |                                                                                                   |                                                                                                   |                                                                                                   |                                                                                                   |                                                                                                   |                                                                                                   |                                                                                                   |                                                                                                   |
| －                                                                                                |                                                                                                   | 菅義偉                                                                                            |                                                                                                   | 第1次改造内閣                                                                                     | 2018年10月2日                                                                                     | 2019年9月11日                                                                                     | 自由民主党                                                                                        |                                                                                                   |
| －                                                                                                |                                                                                                   | 菅義偉                                                                                            | 第2次改造内閣                                                                                     | 2019年9月11日                                                                                     | 2020年9月16日                                                                                     | 留任                                                                                              | 自由民主党                                                                                        |                                                                                                   |
| －                                                                                                |                                                                                                   | 加藤勝信                                                                                          | 菅義偉内閣                                                                                        | 菅義偉内閣                                                                                        | 2020年9月16日                                                                                     | 2021年10月4日                                                                                     | 自由民主党                                                                                        |                                                                                                   |
| －                                                                                                |                                                                                                   | 松野博一                                                                                          | 第1次岸田内閣                                                                                     | 第1次岸田内閣                                                                                     | 2021年10月4日                                                                                     | 2021年11月10日                                                                                    | 自由民主党                                                                                        |                                                                                                   |
| －                                                                                                | 第2次岸田内閣                                                                                     | 第2次岸田内閣                                                                                     | 2021年11月10日                                                                                    | 2022年8月10日                                                                                     | 留任                                                                                              |                                                                                                   | 自由民主党                                                                                        |                                                                                                   |
| －                                                                                                |                                                                                                   | 松野博一                                                                                          | 第1次改造内閣                                                                                     | 2022年8月10日                                                                                     | 2023年9月13日                                                                                     | 留任                                                                                              | 自由民主党                                                                                        |                                                                                                   |
| －                                                                                                |                                                                                                   | 松野博一                                                                                          | 第2次改造内閣                                                                                     | 2023年9月13日                                                                                     | 2023年12月14日                                                                                    | 留任                                                                                              | 自由民主党                                                                                        |                                                                                                   |
| －                                                                                                |                                                                                                   | 林芳正                                                                                            | 第2次改造内閣                                                                                     |                                                                                                   | 2023年12月14日                                                                                    | 2024年10月1日                                                                                     | 自由民主党                                                                                        |                                                                                                   |
| －                                                                                                | 第1次石破内閣                                                                                     | 第1次石破内閣                                                                                     | 2024年10月1日                                                                                     | 2024年11月11日                                                                                    | 留任                                                                                              |                                                                                                   | 自由民主党                                                                                        |                                                                                                   |
| -                                                                                                 | 第2次石破内閣                                                                                     | 第2次石破内閣                                                                                     | 2024年11月11日                                                                                    | 現職                                                                                              | 再任                                                                                              |                                                                                                   | 自由民主党                                                                                        |                                                                                                   |

- 内閣府特命担当大臣は複数名を任命することがあるため、通常は代数の表記は行わない。ただし、本表ではわかりやすさに配慮し、代数の欄を便宜上設けた。
- 辞令のある再任は就任日を記載し、辞令のない留任は就任日を記載しない。
- 「党派」の欄は、就任時、および、内閣発足時の所属政党を記載した。

## 職務
本部の職務は、内閣官房に置かれる拉致問題対策本部事務局が行う。
- 事務局長 - 拉致問題担当大臣

## 批判
北朝鮮による拉致被害者家族連絡会（家族会）元事務局長の増元照明はラジオインタビューで、拉致問題対策本部が仕事をしていると思うかと尋ねられて「思っていません。拉致問題対策本部の一番の仕事は家族会を怒らせないようにすること。どうやって拉致被害者を救出するか全く考えていない。啓発活動はアリバイ的にやっているだけ」と批判した。
北朝鮮による拉致被害者家族連絡会（家族会）元副代表で、2002年に帰国した蓮池薫の兄の蓮池透は、著書のなかで「いまは削除されているが、以前、対策本部のホームページに赤い大きな文字で、「アイデア募集」と掲出されたことがあった。私はそれを見てカチンときた。「自ら戦略を練らなければならない組織が一般にアイデアを募るとは、どういうことか」と抗議の電話をした。対応した職員は、「あれは啓発活動に関するアイデアの募集でして・・・・・」と釈明するので、「いずれにせよアイデアを一般に募るということは、組織の機能という面で末期症状ではないのか」といい返した。すると「そうかもしれませんね」と、いけしゃあしゃあといってのける・・・・・失望の極みだったが、もう触れたくない」と断罪した。
特定失踪者問題調査会の荒木和博代表は、拉致問題対策本部が作っているテレビCMについて、「正直なところ、これを見て「人を馬鹿にしているのか」と思いました。民間か自治体が作るならともかく、政府の拉致問題対策本部がこんな人ごとのようなCMを作っている神経を疑います」と評した。また拉致問題対策本部が行っている「拉致問題啓発コンサート」について、「今の企画では何のためにやるのか全く分からず、税金の無駄遣い以外の何者でもありません」「誘拐犯のところに高級官僚を送って「最重要課題ですよ」と言わせる一方でプロの歌手でコンサートというのはほとんどジョークです。人質をとって立てこもっている犯人のところに警察署長が「私たちはこの問題を大事だと思っています」と言いながら、一方で「人質救出のためのカラオケ大会」でもやるようなものです」と酷評した。

## 不祥事
2015年12月17日未明、拉致問題対策本部事務局に出向中の警察庁警備局の男性警部が、立川市の多摩都市モノレール立川北駅のエスカレーターで、20代女性のスカート内にスマートフォンを差し向けた盗撮容疑で、警視庁立川警察署によって東京都迷惑防止条例違反容疑で逮捕された。同署によると容疑を認め、「前の女性がスカートをはいていて、盗撮してみたいと思った」と話している。警部は酒を飲んで帰宅しているところだった。目撃者の男性に取り押さえられ現行犯逮捕された。
2012年には、職員が騙されて支出した200万円を捻出するため不正会計操作が行われていたり、三谷秀史事務局長代理と参事官との間の内扮で機能不全に陥っていたり、民間委託で利権が生まれているといった内容の内部告発が出た。